# Vladislav Tretiak
Vladislav Aleksandrovici Tretiak (în rusă Владисла́в Алекса́ндрович Третья́к; n. 25 aprilie 1952, Orudievo⁠(d), RSFS Rusă, URSS) este un fost hocheist sovietic, care juca pe postul de portar. Considerat unul din cei mai buni portari din istoria hocheiului pe gheață, el a fost ales printre cei 6 hocheiști incluși în ”Centennial All-Star Team” a IIHF, într-un sondaj realizat printre un grup de 56 de experți din 16 țări. În prezent el este președintele Federației de Hochei a Rusiei și a fost antrenor principal al echipei naționale olimpice a Rusiei la Jocurile Olimpice de iarnă din 2010.

## Palmares
- Jocurile Olimpice: 3
  - 1972, 1976, 1984
- Campionate Mondiale: 10
  - 1970, 1971, 1973-1975, 1978-1983
- Cupa Campionilor Europeni: 14
  - 1969-1974, 1976, 1978-1984
- Campionate Naționale: 13
  - 1970-1973, 1975, 1977-1984

## Statistici carieră

### Liga sovietică
| Sezon              | Echipa             | Ligă               | M   | V  | Î | R | MIN  | GP   | SO | MGP  |
| ------------------ | ------------------ | ------------------ | --- | -- | - | - | ---- | ---- | -- | ---- |
| 1968–69            | ȚSKA Moscova       | Sovietică          | 3   | —  | — | — | —    | 2    | —  | 0.67 |
| 1969–70            | ȚSKA Moscova       | Sovietică          | 34  | —  | — | — | —    | 76   | —  | 2.24 |
| 1970–71            | ȚSKA Moscova       | Sovietică          | 40  | —  | — | — | —    | 82   | —  | 2.03 |
| 1971–72            | ȚSKA Moscova       | Sovietică          | 30  | —  | — | — | —    | 78   | —  | 2.60 |
| 1972–73            | ȚSKA Moscova       | Sovietică          | 30  | —  | — | — | —    | 80   | —  | 2.67 |
| 1973–74            | ȚSKA Moscova       | Sovietică          | 27  | —  | — | — | —    | 94   | —  | 3.48 |
| 1974–75            | ȚSKA Moscova       | Sovietică          | 35  | —  | — | — | —    | 104  | —  | 2.97 |
| 1975–76            | ȚSKA Moscova       | Sovietică          | 33  | —  | — | — | —    | 100  | —  | 3.03 |
| 1976–77            | ȚSKA Moscova       | Sovietică          | 35  | —  | — | — | —    | 98   | —  | 2.80 |
| 1977–78            | ȚSKA Moscova       | Sovietică          | 29  | —  | — | — | —    | 72   | —  | 2.48 |
| 1978–79            | ȚSKA Moscova       | Sovietică          | 40  | —  | — | — | —    | 111  | —  | 2.78 |
| 1979–80            | ȚSKA Moscova       | Sovietică          | 36  | —  | — | — | —    | 85   | —  | 2.36 |
| 1980–81            | ȚSKA Moscova       | Sovietică          | 18  | —  | — | — | —    | 32   | —  | 1.78 |
| 1981–82            | ȚSKA Moscova       | Sovietică          | 41  | 34 | 4 | 3 | 2295 | 65   | 6  | 1.70 |
| 1982–83            | ȚSKA Moscova       | Sovietică          | 29  | 25 | 3 | 1 | 1641 | 40   | 6  | 1.46 |
| 1983–84            | ȚSKA Moscova       | Sovietică          | 22  | 22 | 0 | 0 | 1267 | 40   | 4  | 1.89 |
| Totaluri sovietice | Totaluri sovietice | Totaluri sovietice | 482 | —  | — | — | —    | 1158 | —  | —    |

### Statistici internaționale
| An                        | Echipa                    | Eveniment                 | GP | W | L | T | MIN  | GA  | SO | GAA  |
| ------------------------- | ------------------------- | ------------------------- | -- | - | - | - | ---- | --- | -- | ---- |
| 1968                      | Uniunea Sovietică         | EJC                       | 1  | — | — | — | 20   | 1   | 0  | 3.00 |
| 1969                      | Uniunea Sovietică         | EJC                       | 2  | — | — | — | —    | —   | —  | —    |
| 1970                      | Uniunea Sovietică         | EJC                       | 2  | — | — | — | —    | —   | —  | —    |
| 1970                      | Uniunea Sovietică         | CM                        | 6  | — | — | — | 215  | 4   | —  | 1.12 |
| 1971                      | Uniunea Sovietică         | EJC                       | 3  | — | — | — | 180  | 5   | —  | 1.67 |
| 1971                      | Uniunea Sovietică         | CM                        | 5  | — | — | — | 241  | 6   | —  | 1.49 |
| 1972                      | Uniunea Sovietică         | JO                        | 4  | — | — | — | 240  | 10  | —  | 2.50 |
| 1972                      | Uniunea Sovietică         | CM                        | 8  | — | — | — | 430  | 15  | —  | 2.09 |
| 1972                      | Uniunea Sovietică         | SS                        | 8  | — | — | — | 480  | 31  | —  | 3.87 |
| 1973                      | Uniunea Sovietică         | CM                        | 7  | — | — | — | 420  | 14  | —  | 2.00 |
| 1974                      | Uniunea Sovietică         | CM                        | 8  | — | — | — | 440  | 12  | —  | 1.64 |
| 1974                      | Uniunea Sovietică         | SS                        | 7  | — | — | — | 420  | 25  | —  | 3.57 |
| 1975                      | Uniunea Sovietică         | CM                        | 8  | — | — | — | 449  | 18  | —  | 2.41 |
| 1976                      | Uniunea Sovietică         | JO                        | 4  | — | — | — | 240  | 10  | —  | 2.50 |
| 1976                      | Uniunea Sovietică         | CM                        | 10 | — | — | — | 577  | 19  | —  | 1.98 |
| 1976                      | Uniunea Sovietică         | CC                        | 5  | — | — | — | 300  | 14  | —  | 2.80 |
| 1977                      | Uniunea Sovietică         | CM                        | 9  | — | — | — | 482  | 17  | —  | 2.12 |
| 1978                      | Uniunea Sovietică         | CM                        | 8  | — | — | — | 480  | 21  | —  | 2.63 |
| 1979                      | Uniunea Sovietică         | CM                        | 7  | — | — | — | 407  | 12  | —  | 1.77 |
| 1980                      | Uniunea Sovietică         | JO                        | 5  | — | — | — | 220  | 9   | —  | 2.45 |
| 1981                      | Uniunea Sovietică         | CM                        | 7  | — | — | — | 420  | 13  | —  | 1.86 |
| 1981                      | Uniunea Sovietică         | CC                        | 6  | — | — | — | 360  | 8   | —  | 1.33 |
| 1982                      | Uniunea Sovietică         | CM                        | 8  | — | — | — | 464  | 19  | —  | 2.46 |
| 1983                      | Uniunea Sovietică         | CM                        | 7  | — | — | — | 420  | 4   | —  | 0.57 |
| 1984                      | Uniunea Sovietică         | JO                        | 6  | — | — | — | 360  | 4   | —  | 0.67 |
| Total Jocurile Olimpice   | Total Jocurile Olimpice   | Total Jocurile Olimpice   | 19 | — | — | — | 1060 | 33  | —  | 1.87 |
| Total Campionatul Mondial | Total Campionatul Mondial | Total Campionatul Mondial | 98 | — | — | — | 5445 | 174 | —  | 1.92 |

### Super Series
Super Series au fost meciuri amicale dintre echipele din NHL și cele sovietice.
| An      | Echipa            | Eveniment |   | M | V | Î | R   | MIN | GP   | MGP | SO |
| ------- | ----------------- | --------- | - | - | - | - | --- | --- | ---- | --- | -- |
| 1975–76 | ȚSKA Moscova      | Super-S   | 4 | 2 | 1 | 1 | 240 | 12  | 3.00 | 0   |    |
| 1980    | ȚSKA Moscova      | Super-S   | 5 | 3 | 2 | 0 | 300 | 18  | 3.60 | 0   |    |
| 1983    | Uniunea Sovietică | Super-S   | 4 |   |   | 0 | 240 | 4   | 1.00 |     |    |